# Козлов, Иван Яковлевич (бригадир)
Иван Яковлевич Козлов (1900 год, с. Безсалы, Лохвицкий уезд, Полтавская губерния — 1989 год, Московский район, Чуйская область) — бригадир колхоза «Прогресс» Сталинского района Фрунзенской области, Киргизская ССР. Герой Социалистического Труда (1948).

## Биография
Родился в 1900 году в крестьянской семье в Полтавской губернии.
Участвовал в Гражданской и Великой Отечественной войнах. После демобилизации в 1946 году переехал в Киргизию, где с 1947 года трудился в колхозе имени Энгельса (позднее — колхоз «Прогресс») Сталинского района Фрунзенской области. Позднее возглавлял бригаду по выращиванию сахарной свеклы.
В 1947 году бригада Ивана Козлова вырастила большой урожай сахарной свеклы. Указом Президиума Верховного Совета СССР от 26 марта 1948 года удостоен звания Героя Социалистического Труда с вручением ордена Ленина и золотой медали «Серп и Молот»
С 1969 года — персональный пенсионер союзного значения. После выхода на пенсию проживал в Московском районе, где скончался в 1989 году.